# Васькин Поток
 Васькин Поток — деревня в Приволжском районе Ивановской области. Входит в состав Ингарского сельского поселения.

## География
Находится в северной части Ивановской области у северной границы города Приволжск.

## История
Деревня была нанесена на карту еще 1840 года. В 1872 году здесь было учтено 26 дворов, в 1907 году — 53. В истории деревня известна также по месту нахождения городища, относимого к Фатьяновской культуре.

## Население
Постоянное население составляло 248 человек (1872 год), 206(1897), 310 (1907), 109 в 2002 году (русские 98 %), 144 в 2010.